# الليبية إف إم
الليبية إف إم (بالإنجليزية: Allibya FM) هي الإذاعة الخاصة الأولى في ليبيا. انطلقت في 2006. استوديوهاتها موجودة في طرابلس. ويغطي بثها معظم المدن الليبية. وتشهد إقبالاً كبيراً من المستمعين منذ انطلاقتها.
تقدم الإذاعة مجموعة منوعة من البرامج من نشرات إخبارية وبرامج منوعات وتحتل الموسيقى العربية الحديثة حيزا مهما من برامج الإذاعة إضافة إلى الأغاني الكلاسيكية. وتبث ليبية إف إم على موجة 93.4 اف ام، كما يمكن الاستماع إليها على موقعها الرسمي على الإنترنت.